# FMN
FMN (англ. NATO Federated Mission Networking) — Федеративна мережа місій, ініціатива НАТО, що спрямована на забезпечення оперативної сумісності, обмін інформацією та розвідувальними даними під час спільних операцій держав-членів НАТО та країн-партнерів.
FMN створена у відповідь на вимоги щодо формування єдиного інформаційного середовища, які виникли під час проведення місії в Афганістані (ISAF). На даний момент до FMN приєднались 28 держав-членів НАТО та 6 країн-партнерів.

## Особливості FMN
Основою FMN стала методологія інтелектуальних телекомунікацій, засади якої булі відпрацьовані в рамках проекту TACOMS POST- 2000.
Концепція розвитку FMN з часом спирається на так звані спіралі Federated Mission Network («FMN Spiral»), що відображують етапи її реалізації та розвитку. Всього з квітня 2016 р. по 2027 р. передбачено реалізувати 5 таких чотирирічних спіралей.
Одним з ключових завдань удосконалення FMN є підвищення надійності та захищеності мереж, усунення необхідності централізованого ядра та запровадження надлишкового пірингу, скорочення часової затримки пакетів, що визначається існуючими мережами SATCOM, Tactical Radio Network та ін. 
Подальший розвиток FMN передбачає поширення з оперативного рівня на тактичну ланку управління з використанням існуючих у цій сфері мереж та стандартів, зокрема, мова може йти про STANAG 4677 та інтерфейс ASCA, що вже впроваджений в автоматизованих системах управління артилерії держав-членів та країн-партнерів НАТО. Перехід на тактичний рівень  сприятиме перетворенню FMN у  середовище поширення даних доповненої реальності. Відпрацювання технологій FMN здійснюється в рамках навчань CWIX.
Оскільки ініціатива FMN відкрита для країн–партнерів, Україна теж може офіційно приєднатися до неї, відповідне питання вивчається національними експертами.
Контактною особою з усіх питань щодо FMN є директор секретаріату FMN полковник Джузеппе Монтезі (Guiseppe Montesi).